# Eptatretus stoutii
Cá mút đá myxin Thái Bình Dương (Eptatretus stoutii) là một loài cá mút đá myxin sống từ trung sinh đến vực sâu thẳm vùng biển Thái Bình Dương, gần đáy đại dương. Chúng là loài cá không hàm và có một cấu trúc cơ thể giống như các loài cá cổ sinh sớm nhất. Chúng được William Neale Lockington mô tả lần đầu tiên vào năm 1878. Chúng thuộc chi Eptatretus, và họ Myxinidae.
Cá mút đá myxin có tiếng tâm xấu do bộ da nhầy nhụa của chúng. Khi bị quấy rầy, chúng tiết protein từ các tuyến chất nhờn trong da của chúng, phản ứng với nước bằng cách trở thành một lớp phủ bên ngoài nhầy nhụa, mở rộng chúng thành một khối lượng lớn chất nhờn. Điều này làm cho chúng thành một thức ăn rất không lành mạnh cho kẻ thù. Chúng tạo ra một lượng lớn chất nhờn trong vài phút. Một nhà khoa học nghiên cứu bài tiết protein này kết luận rằng một cá mút đá myxin duy nhất có thể lấp đầy thùng chứa đầy chất nhờn trong ít hơn 100 phút.
Ở nhiều nơi trên thế giới, trong đó có Hoa Kỳ, quần áo da, thắt lưng, hoặc các phụ kiện khác cá mút đá myxin được quảng cáo và bán như là "da yuppie" hay "da cá chình" (cá mút đá myxin không phải cá chình thực sự).

## Hình ảnh

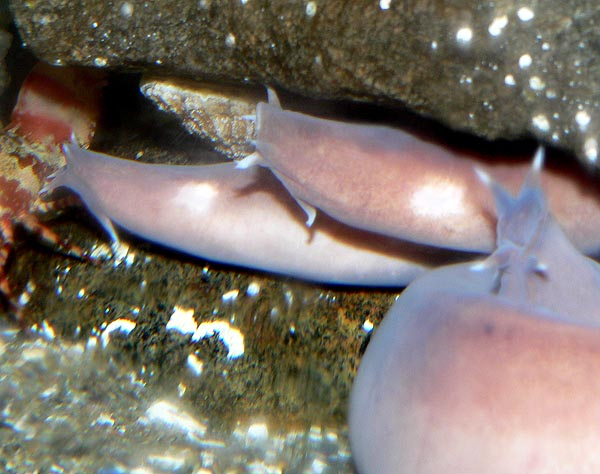
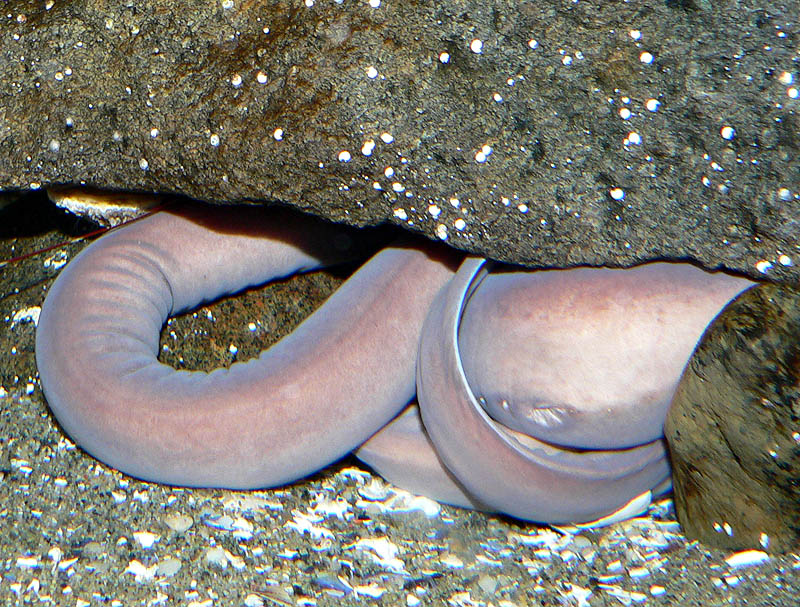
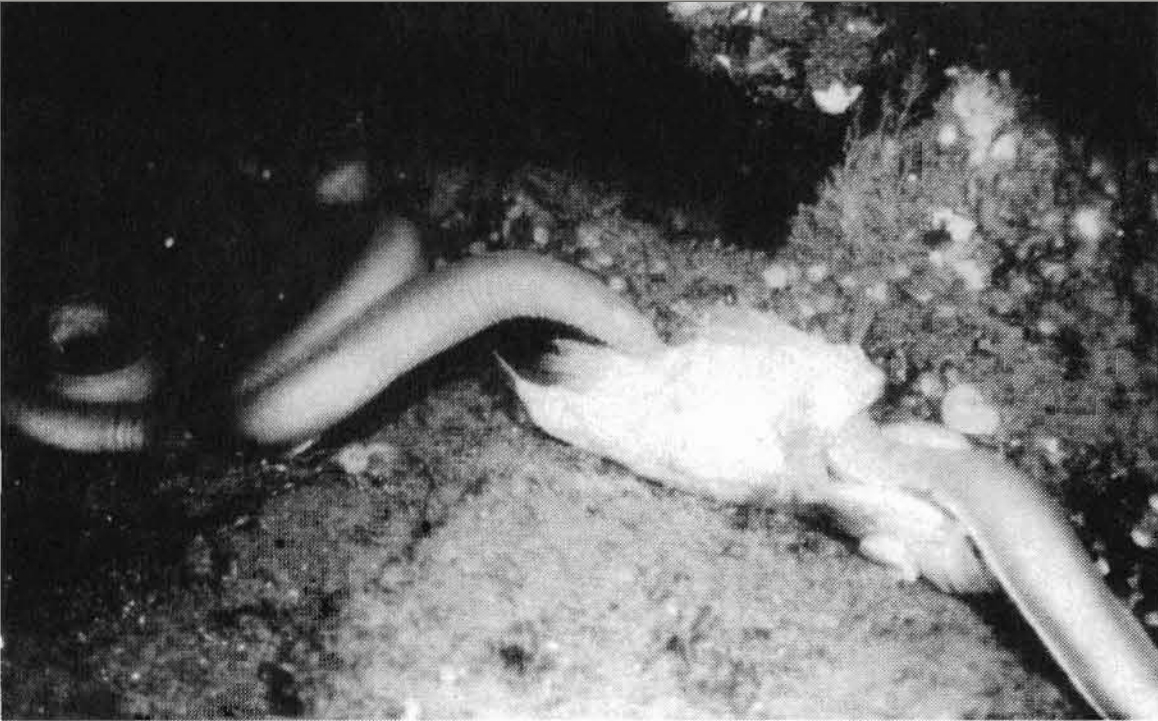
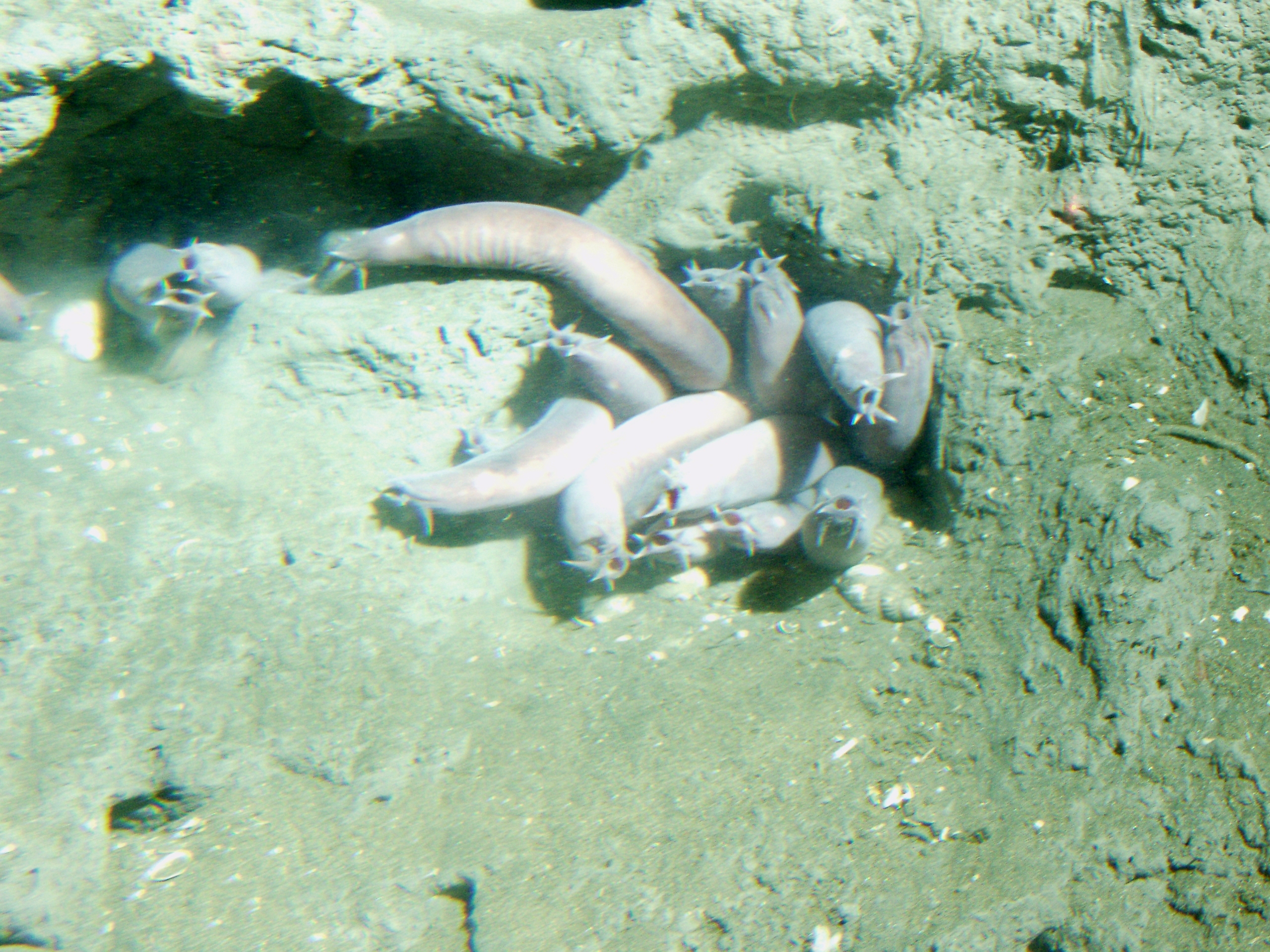

## Thói quen ăn uống
Cá mút đá myxin Thái Bình Dương đặc tính là có thể hấp thụ các chất dinh dưỡng thông qua da của chúng, duy nhất trong số tất cả 50.000 động vật có xương sống, và người ta tin rằng là con vật gần gũi nhất chúng ta có thể biết đến với các vật có xương sống đầu tiên. Cá đào vào xác chết, phơi da của chúng để làm thối rữu vật giàu chất dinh dưỡng. Chris Glovet, tại Đại học Canterbury ở Christchurch, New Zealand, kiểm tra lý thuyết của ông bằng cách đặt mẫu da của cá mút đá myxin ở giữa nước biển giàu chất dinh dưỡng và một dung dịch tương tự như chất dịch cơ thể của cá mút đá myxin. Họ phát hiện ra rằng trên thực tế các amino acid chảy xuyên qua.

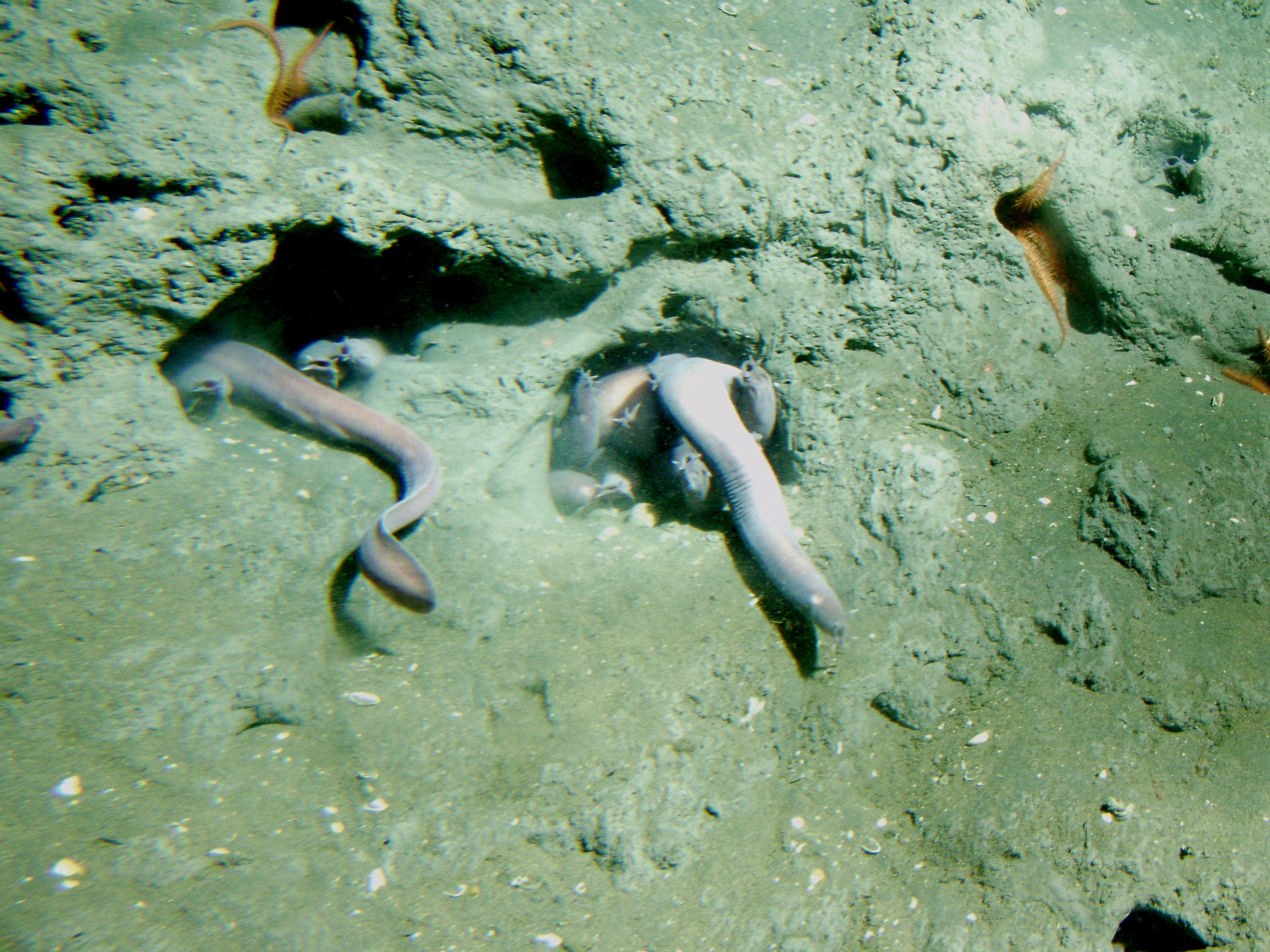
Pacific hagfish at 150 metres' depth, Cordell Bank National Marine Sanctuary, California.